# Saint-Julien-en-Saint-Alban
Saint-Julien-en-Saint-Alban is een gemeente in het Franse departement Ardèche (regio Auvergne-Rhône-Alpes). De plaats maakt deel uit van het arrondissement Privas. Saint-Julien-en-Saint-Alban telde op 1 januari 2022 1.464 inwoners.

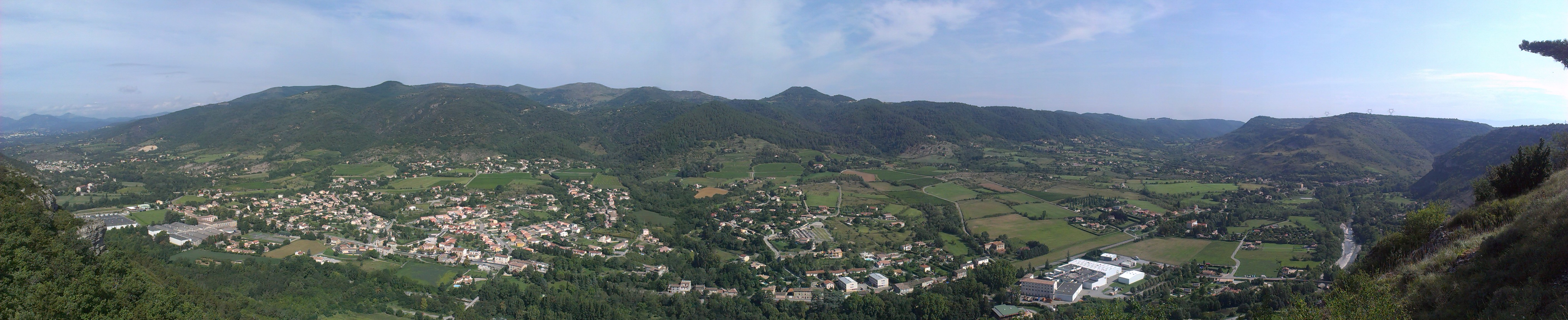
Saint-Julien-en-Saint-Alban

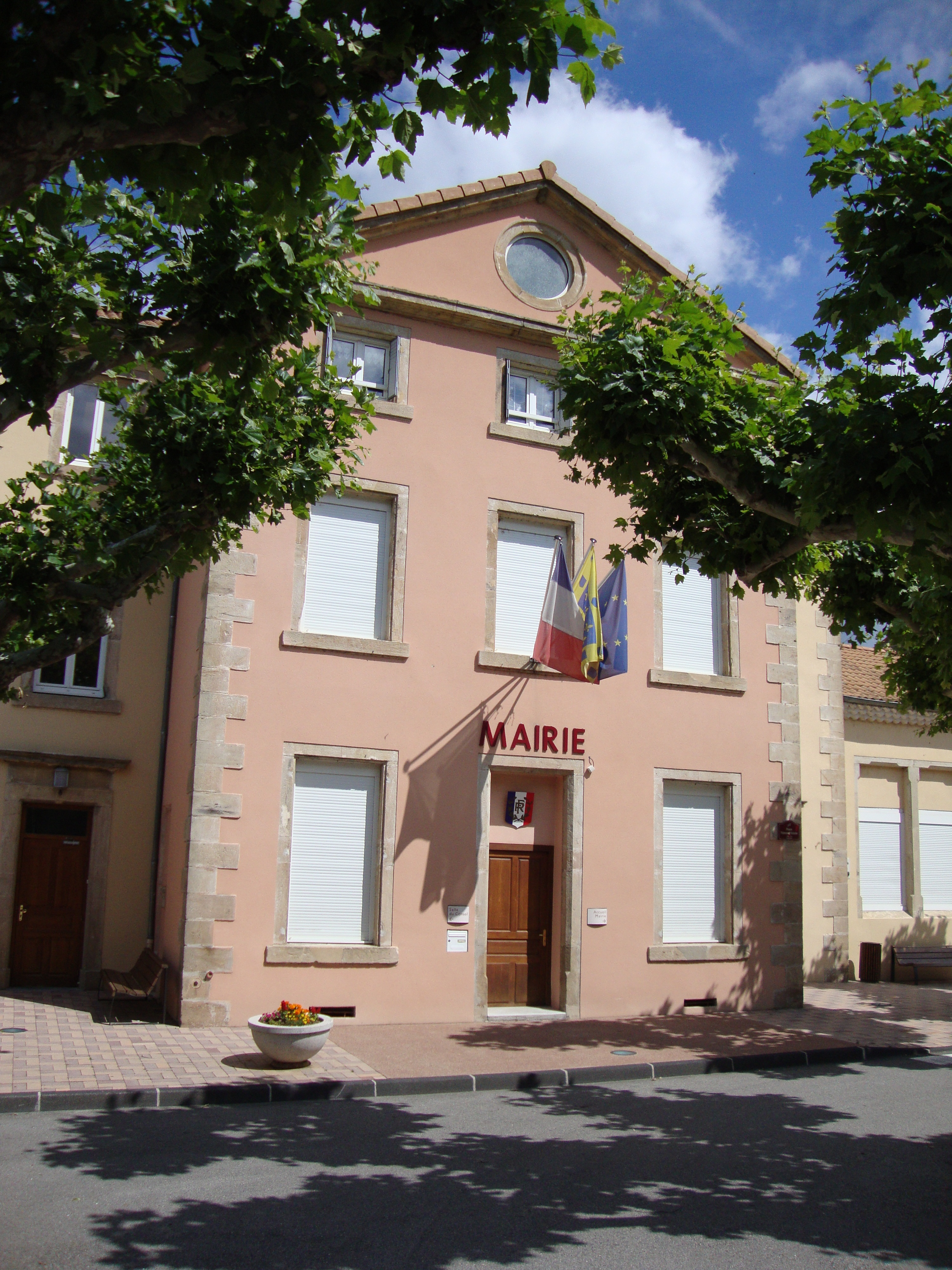
Gemeentehuis
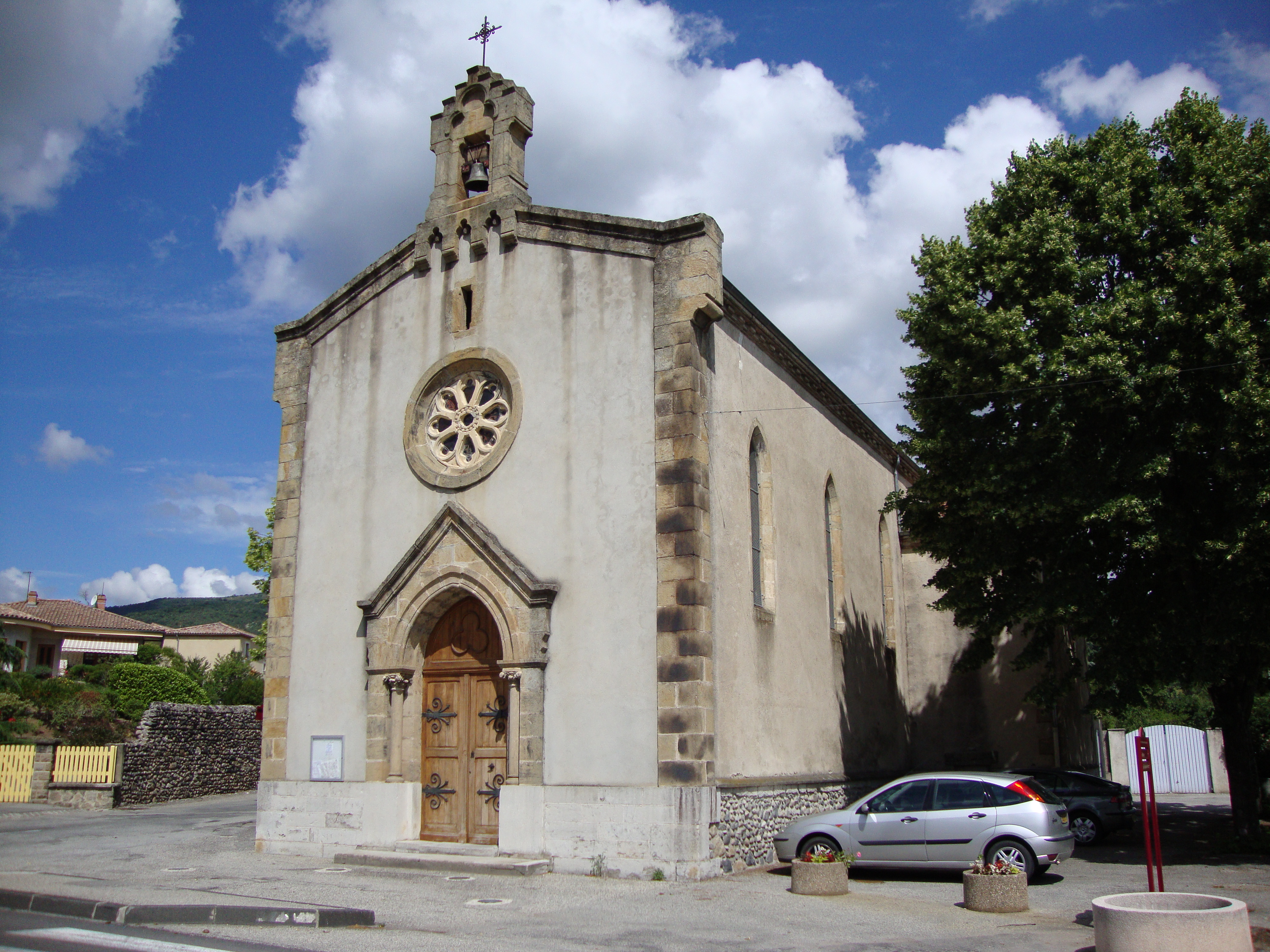
Katholieke kerk van Saint-Julien-en-Saint-Alban

## Geografie
De oppervlakte van Saint-Julien-en-Saint-Alban bedroeg op 1 januari 2022 10,39 vierkante kilometer; de bevolkingsdichtheid was toen 140,9 inwoners per km².
De onderstaande kaart toont de ligging van Saint-Julien-en-Saint-Alban met de belangrijkste infrastructuur en aangrenzende gemeenten.

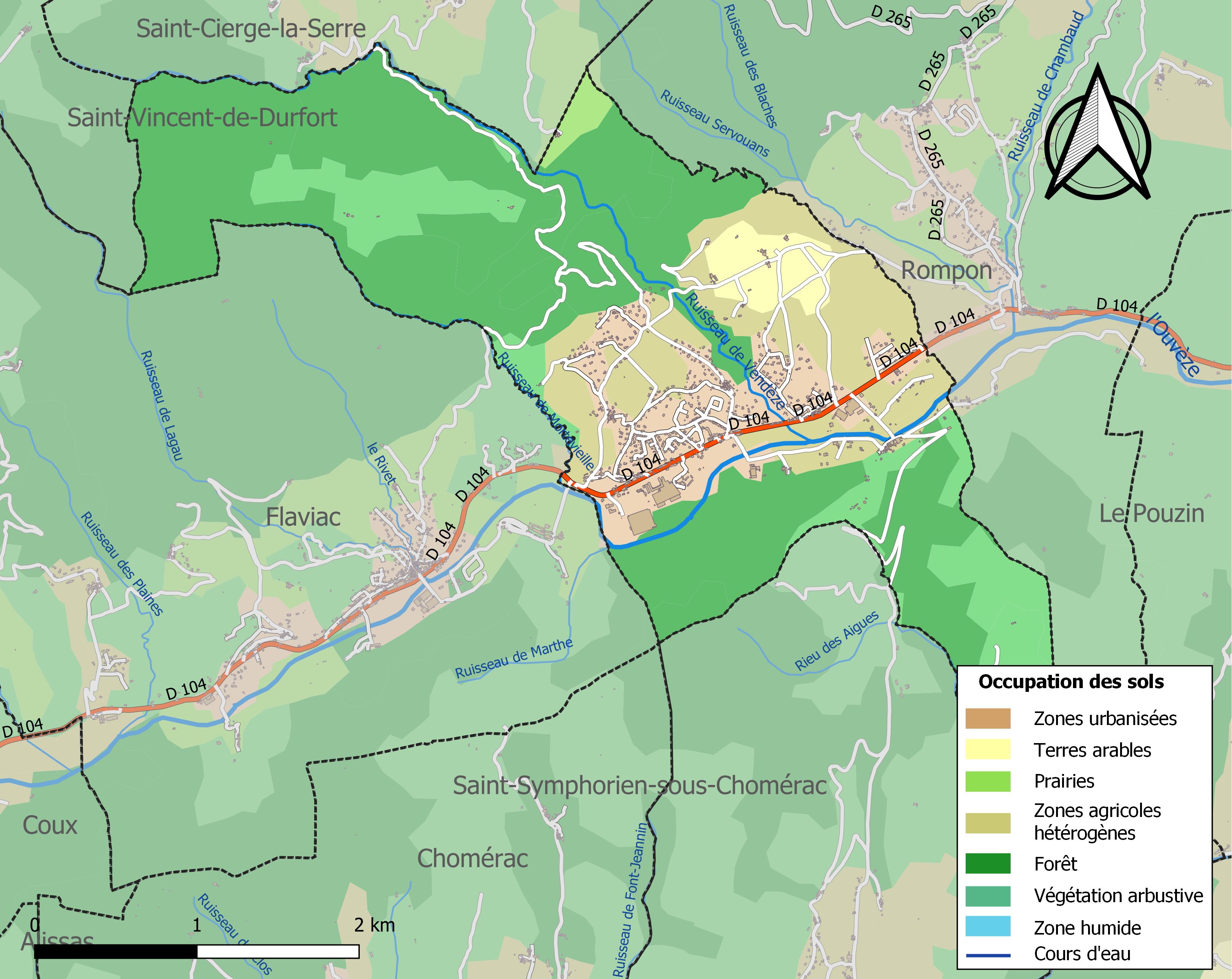

## Demografie
Onderstaande figuur toont het verloop van het inwonertal (bron: INSEE-tellingen).

Vanwege een beveiligingsprobleem met de MediaWiki Graph-software is het momenteel niet mogelijk deze grafiek weer te geven. Zodra de software is bijgewerkt zal de grafiek vanzelf weer zichtbaar worden.